# Agroinform
Az Agroinform nevet 1967 óta használják mezőgazdasági információk közzétételére, portálként (agroinform.hu) 2005 óta működik. Havonta több, mint egymillió látogató keresi fel a portált a dkt.hu / gemius mérései szerint. A piactéren folyamatosan mintegy 2,5 millió mezőgazdasági ajánlatot közvetít az oldal.
Az Agroinform küldetése: a gazdálkodókat olyan információkkal segíteni, amelyek fejlesztik a fenntartható és versenyképes mezőgazdasági termeléshez szükséges tudásukat. 
Az Agroinform.hu tartalmi felépítése: 

## Hírek
Naponta 20-25 hír, agrárszakmai tartalom, elemzés, interjú, közlemény, ajánlat jelenik meg. A Hírek menüpontban az alábbi rovatok szerint választhatnak tartalmat az olvasók: 
- 4x4
- Állattenyésztés
- Erdő- és vadgazdálkodás
- Gazdaság
- Gazdaélet
- Gépészet
- Házikert
- Időjárás
- Karrierhírek
- Kertészet és szőlészet
- Környezetvédelem, fenntarthatóság
- Podcast
- Szántóföld
- Terménypiacok
- Támogatások – pályázatok

## Piactér
Apróhirdetések 10 kategóriában (mezőgazdasági gép, állat, állás, gumi, ingatlan, alkatrész, input, szolgáltatás, termény, egyéb) részletes keresővel. 

## Fórum
Több 100 topikban zajlik a véleménycsere, a legaktívabb fórumtémákból könnyen választhat az olvasó. A felhasználók maguk indíthatnak új topikot. A hozzászólásokat moderátorok koordinálják. 

## Időjárás
Megtalálhatóak a  24 órás, 7, 15 és 30 napos országos és településszintű előrejelzések, valamint az elmúlt 30 napban mért adatok is, a permetezésre vonatkozó információkkal együtt.

## Növényvédelem
Növényvédelemmel kapcsolatos aktualitások a szántóföldön, a kertészetekben és a házikertben. A növényvédőszer-kereső pontos tájékoztatást ad a használatban lévő növényvédő szerekről. 

## Terménypiacok
A magyar és nemzetközi terménypiac árai és előrejelzései, trendek. 

## Programok
A mezőgazdasággal kapcsolatos szakmai rendezvények kiállítások listája a pontos helyszín, időpont, program és a regisztrációs lehetőség elérésével. 

## Podcast
Az Agroinform.hu által készített podcastok listája különböző mezőgazdasági témákban. 

## Érdekességek, eredmények, díjak
- Az agroinform.hu az egyik legerősebb agrárdomain az ahrefs.com elemző platform szerint.
- Az agroinform szó a Google keresőben az egyik leggyakrabban használt mezőgazdasággal kapcsolatos keresőszó a Google Trends szerint.
- Az Agroinform.hu Business Superbrands 2023 védjegyet visel. A Business Superbrands díj olyan pozitív visszajelzés a brandről, amely szakmai alapon emeli ki a legjobbakat.
- A portál a Magyar Brands díj nyertese 7 alkalommal. A MagyarBrands olyan hazai márkákat díjaz, amelyek a magyar vállalkozások méltó képviselői lehetnek határainkon belül és kívül, emellett a hazai és nemzetközi piacon olyan értékeket képviselnek, amelyek a vásárlók számára a megbízhatóságot és a minőséget tanúsítják.
- 2023-ban Dun & Bradstreet AAA Gold tanúsítványt kapott az Agroinform portált fejlesztő Agroinform Média Kft. Ezt a tanúsítványt a pénzügyileg legstabilabb cégek nyerhetik el, az ilyen tanúsítvánnyal rendelkező vállalattal történő üzleti kapcsolat pénzügyi kockázata nagyon alacsony.
- Az Agroinform nevéhez fűződik a PREGA konferencia szervezése, amely a precíziós gazdálkodással foglalkozik.

## Munkatársak
A portál vezetője Bolyki Bence, a vezető szerkesztő Kocsis Eszter. A szerkesztőségi feladatok elvégzésében 10 fő (újságírók, szerkesztők) vesz részt. Az értékesítéssel 10 fős csapat foglalkozik. 